# Plac Krakowski w Gliwicach

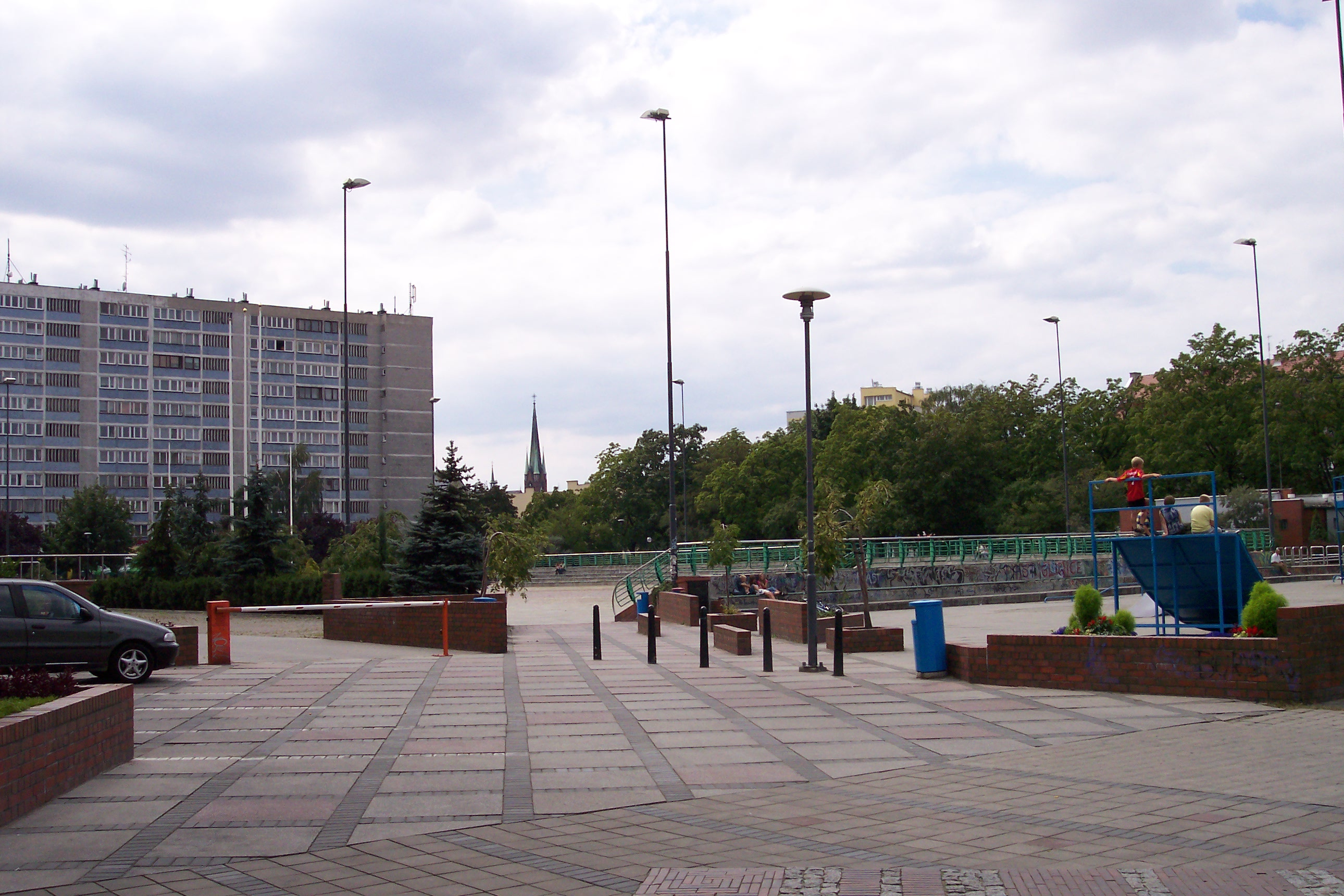
Gliwice – Plac Krakowski

Plac Krakowski w Gliwicach – ogólnodostępny plac, położony w dzielnicy Politechnika w Gliwicach.

## Informacje ogólne
Plac jest położony pomiędzy ulicami: Wrocławską, Akademicką i Łużycką. Z czwartej strony plac zamyka gmach Wydziału Górnictwa i Geologii Politechniki Śląskiej.
Jest miejscem koncertów oraz innych wydarzeń artystycznych i społecznych, organizowanych na świeżym powietrzu dla dużej publiczności.
Znajduje się tam również pierwszy w mieście skatepark.

## Główne imprezy
- WOŚP (styczeń)
- Noc Świętojańska (czerwiec)